# Теория Большого взрыва (сезон 7)
Седьмой сезон американского ситкома «Теория Большого взрыва», премьера которого состоялась на канале CBS 26 сентября 2013 года, а заключительная серия вышла 15 мая 2014 года, состоит из 24 эпизодов.

## В ролях
- Джонни Галэки — Леонард Хофстедтер
- Джим Парсонс — Шелдон Купер
- Кейли Куоко — Пенни
- Саймон Хелберг — Говард Воловиц
- Кунал Найяр — Раджеш Кутраппали
- Маим Бялик — Эми Фара Фаулер
- Мелисса Ройч — Бернадетт Ростенковски

## Эпизоды
| № общий | № в сезоне | Название                                                        | Режиссёр        | Автор сценария | Дата премьеры    | Произв. код | Зрители в США (млн) |
| --- | ---------- | --------------------------------------------------------------- | --------------- | --- | ---------------- | ----------- | ------------------- |
| 136 | 1          | «Недостаточность Хофстедтера» «The Hofstadter Insufficiency»    | Марк Сендроуски | Сюжет : Чак Лорри, Стивен Моларо и Тара Эрнандес Телесценарий : Эрик Каплан, Джим Рейнольдс и Стив Холланд            | 26 сентября 2013 | 4X5301      | 18.99               |
| Шелдон и Пенни делятся личными тайнами, в то время как Леонард находится на Северном море. Пенни скучает по Леонарду, однако он, кажется, прекрасно проводит время и совсем не думает о своей девушке. Между тем Эми и Бернадетт вместе отправляются на конференцию по биологии. Радж пытается познакомиться с девушками, так как теперь он может общаться с ними без употребления алкоголя. |            |                                                                 |                 | |                  |             |                     |
| 137 | 2          | «Верификация обмана» «The Deception Verification»               | Марк Сендроуски | Сюжет : Чак Лорри, Эрик Каплан и Джим Рейнольдс Телесценарий : Стивен Моларо, Стив Холланд и Мария Феррари            | 26 сентября 2013 | 4X5302      | 20.44               |
| Леонард возвращается раньше чем все его ожидали, и говорит об этом только Пенни, чтобы провести с ней наедине несколько дней. А отношения Говарда с его матерью вызывают необычную угрозу его мужественности. |            |                                                                 |                 | |                  |             |                     |
| 138 | 3          | «Завихрение Сталкеров» «The Scavenger Vortex»                   | Марк Сендроуски | Сюжет : Дэйв Гоетч, Эрик Каплан и Стив Холланд Телесценарий : Стивен Моларо, Джим Рейнольдс и Мария Феррари           | 3 октября 2013   | 4X5303      | 18.22               |
| В кафе, где работает Пенни, ребята решают открыть «охоту за предметами» (игра, участники которой должны найти и собрать определенные предметы (не покупая их) за ограниченное количество времени). Но вместо привычной разбивки на пары, они решают объединиться, вытянув имя партнёра из шляпы. Таким образом, Шелдон с Пенни, Говард с Эми, а Леонард с Бернадетт. Охота организована Раджем, а наградой становится монета. В то время, как Пенни и Шелдон прочесывают квартиру, магазин комиксов, прачечную и лабораторию геологии, Говард и Эми выясняют, что им обоим нравится музыка Нила Даймонда. |            |                                                                 |                 | |                  |             |                     |
| 139 | 4          | «Минимизация Индианы Джонса» «The Raiders Minimization»         | Марк Сендроуски | Сюжет : Чак Лорри, Джим Рейнольдс и Тара Эрнандес Телесценарий : Стивен Моларо, Стив Холланд и Мария Феррари          | 10 октября 2013  | 4X5304      | 17.64               |
| Когда Беверли Хофстэдтер написала книгу по психологии, в основе которой лежит образ жизни, привычки и мышление Леонарда, Пенни приобретает книгу и прочитывает её. Между тем Шелдон хочет отомстить Эми после того, как она указывает на один существенный недостаток в фильме «Индиана Джонс», после которого этот фильм для доктора Купера «умер». А Радж и Стюарт пробуют онлайн знакомства. |            |                                                                 |                 | |                  |             |                     |
| 140 | 5          | «Сходимость рабочего места» «The Workplace Proximity»           | Марк Сендроуски | Сюжет : Стивен Моларо, Стив Холланд и Мария Феррари Телесценарий : Чак Лорри, Эрик Каплан и Джим Рейнольдс            | 17 октября 2013  | 4X5305      | 17.80               |
| Эми начинает работать в Калифорнийском технологическом институте, что становится причиной её натянутых отношений с Шелдоном. Тем временем, Говард обнаруживает себя спящим на диване Раджа после ссоры с Бернадетт. |            |                                                                 |                 | |                  |             |                     |
| 141 | 6          | «Романтический резонанс» «The Romance Resonance»                | Марк Сендроуски | Сюжет : Эрик Каплан, Джим Рейнольдс и Тара Эрнандес Телесценарий : Стивен Моларо, Стив Холланд и Мария Феррари        | 24 октября 2013  | 4X5306      | 16.98               |
| Шелдон делает удивительное открытие, но вскоре осознаёт, что совершил огромную ошибку. Между тем Говард сочиняет песню для Бернадетт. А Пенни обдумывает, как сделать романтический жест для Леонарда. |            |                                                                 |                 | |                  |             |                     |
| 142 | 7          | «Замещение др.Протона» «The Proton Displacement»                | Марк Сендроуски | Сюжет : Чак Лорри, Мария Феррари и Энтони Дель Брокколо Телесценарий : Стивен Моларо, Эрик Каплан и Джим Рейнольдс    | 7 ноября 2013    | 4X5307      | 16.89               |
| После того, как профессор Протон просит Леонарда прочитать его научно-исследовательскую работу, Шелдон в ревности представляет своего нового идола Билла Най. Между тем Радж и девочки устраивают вечеринку, посвященную изготовлению бижутерии. |            |                                                                 |                 | |                  |             |                     |
| 143 | 8          | «Симуляция мозгового зуда» «The Itchy Brain Simulation»         | Марк Сендроуски | Сюжет : Стивен Моларо, Билл Прэди и Джим Рейнольдс Телесценарий : Эрик Каплан, Стив Холланд и Мария Феррари           | 14 ноября 2013   | 4X5308      | 18.30               |
| Леонард пытается удержать Шелдона от необдуманных поступков, вызванных тем, что всем стало известно о его недавней ошибке. Но Шелдон даёт Леонарду проникнуться своими чувствами. Тем временем, Пенни вступает в противостояние с Люси. |            |                                                                 |                 | |                  |             |                     |
| 144 | 9          | «Распад в День Благодарения» «The Thanksgiving Decoupling»      | Марк Сендроуски | Сюжет : Эрик Каплан, Стив Холланд и Мария Феррари Телесценарий : Стивен Моларо, Джим Рейнольдс и Джереми Хоув         | 21 ноября 2013   | 4X5309      | 18.94               |
| Шелдон протестует против попыток затащить его на День Благодарения домой к миссис Воловиц. Тем временем, Пенни и Леонард сталкиваются с последствиями ошибки в её прошлом. |            |                                                                 |                 | |                  |             |                     |
| 145 | 10         | «Рассеяние открытия» «The Discovery Dissipation»                | Марк Сендроуски | Сюжет : Эрик Каплан, Джим Рейнольдс и Мария Феррари Телесценарий : Стивен Моларо, Стив Холланд и Адам Фаберман        | 5 декабря 2013   | 4X5310      | 15.63               |
| Уил Уитон помогает Шелдону иметь дело с его новым статусом знаменитости, в то время как работа Леонарда полностью опровергает открытие Шелдона. Тем временем Радж проникается в семейные проблемы друзей. |            |                                                                 |                 | |                  |             |                     |
| 146 | 11         | «Извлечение Купера» «The Cooper Extraction»                     | Марк Сендроуски | Сюжет : Стивен Моларо, Эрик Каплан и Мария Феррари Телесценарий : Джим Рейнольдс, Стив Холланд и Тара Эрнандес        | 12 декабря 2013  | 4X5311      | 17.68               |
| В то время как Шелдон находится в Техасе, все украшают Рождественскую ёлку и воображают то, на что походила бы их жизнь, если бы они не встретили Шелдона. |            |                                                                 |                 | |                  |             |                     |
| 147 | 12         | «Сомнения-разветвления» «The Hesitation Ramification»           | Марк Сендроуски | Сюжет : Дэйв Гоетч, Джим Рейнольдс и Тара Эрнандес Телесценарий : Стив Моларо, Стив Холланд и Мария Феррари           | 2 января 2014    | 4X5312      | 19.20               |
| Пенни получает эпизодическую роль в сериале «Морская полиция: Спецотдел», где ей предстоит заигрывать с Марком Хэрмоном, Леонард конечно горд за свою девушку, но в то же самое время опасается, что это нечто большее, чем просто флирт. Все это приводит к тому, что Пенни делает смелый шаг в их с Леонардом отношениях. Между тем Шелдон пытается научиться быть смешным. |            |                                                                 |                 | |                  |             |                     |
| 148 | 13         | «Перекалибровка профессии» «The Occupation Recalibration»       | Марк Сендроуски | Сюжет : Эрик Каплан, Мария Феррари и Тара Эрнандес Телесценарий : Стив Моларо, Джим Рейнольдс и Стив Холланд          | 9 января 2014    | 4X5313      | 20.35               |
| После того, как Пенни пересматривает свои рабочие перспективы, она бросает работу официантки, чтобы полностью сконцентрироваться на карьере актрисы. Эми оказывается на свидании, но не с Шелдоном. А Бернадетт случайно портит один из комиксов Говарда. |            |                                                                 |                 | |                  |             |                     |
| 149 | 14         | «Дилемма Comic-Con» «The Convention Conundrum»                  | Марк Сендроуски | Сюжет : Эрик Каплан, Джим Рейнольдс и Адам Фаберман Телесценарий : Стивен Моларо, Дэйв Гоетч и Стив Холланд           | 30 января 2014   | 4X5315      | 19.05               |
| Леонард, Говард и Радж хотят купить билеты на Comic-Con у перекупщика, а Шелдон хочет основать свой фестиваль и пригласить на него известного актёра, но кого? Пенни, Эми и Бернадетт размышляют о преимуществах взрослой жизни. |            |                                                                 |                 | |                  |             |                     |
| 150 | 15         | «“Локомотивная” манипуляция» «The Locomotive Manipulation»      | Марк Сендроуски | Сюжет : Джим Рейнольдс, Стив Холланд и Тара Эрнандес Телесценарий : Стивен Моларо, Эрик Каплан и Мария Феррари        | 6 февраля 2014   | 4X5314      | 17.53               |
| В День Святого Валентина Эми приглашает Шелдона на романтический уик-энд в долину Напа на борту старинного поезда. Между тем Леонард и Пенни присматривают за Корицей (собачкой Раджа), но в итоге попадают к ветеринару. |            |                                                                 |                 | |                  |             |                     |
| 151 | 16         | «Поляризация стола» «The Table Polarization»                    | Gay Linvill     | Сюжет : Стивен Моларо, Мария Феррари и Тара Эрнандес Телесценарий : Чак Лорри, Джим Рейнольдс и Стив Холланд          | 27 февраля 2014  | 4x5316      | 17.73               |
| Пенни предлагает купить в гостиную обеденный стол, чтобы не приходилось сидеть на полу во время трапезы, но Шелдон против. Говард получает предложение NASA вернуться для повторной работы на МКС. |            |                                                                 |                 | |                  |             |                     |
| 152 | 17         | «Турбулентность дружбы» «The Friendship Turbulence»             | Марк Сендроуски | Сюжет : Стивен Моларо, Эрик Каплан и Тара Эрнандес Телесценарий : Джим Рейнольдс, Стив Холланд и Мария Феррари        | 6 марта 2014     | 4X5318      | 18.09               |
| Бернадетт пытается свести к минимуму разногласия между Говардом и Шелдоном. Между тем, когда у Пенни ломается автомобиль, она боится, что ей придется вернуться на работу официантки в «The Cheesecake Factory», а Леонард делает Пенни неожиданный подарок! |            |                                                                 |                 | |                  |             |                     |
| 153 | 18         | «Обнаружение мамочки» «The Mommy Observation»                   | Марк Сендроуски | Сюжет : Джим Рейнольдс, Стив Холланд и Мария Феррари Телесценарий : Стивен Моларо, Эрик Каплан и Энтони Дель Брокколо | 13 марта 2014    | 4x5319      | 17.34               |
| В то время как Радж устраивает детективную вечеринку в стиле Пасадена, Говард и Шелдон отправляются в Хьюстон, а затем заглядывают к матери Шелдона, которая совсем не ожидала гостей. |            |                                                                 |                 | |                  |             |                     |
| 154 | 19         | «Объединённость нерешительностью» «The Indecision Amalgamation» | Энтони Рич      | Сюжет : Билл Прэди, Эрик Каплан и Джим Рейнольдс Телесценарий : Стивен Моларо, Дэйв Гоетч и Стив Холланд              | 3 апреля 2014    | 4x5320      | 17.73               |
| Пенни получает предложение сниматься в сиквеле сериала «Apist» и никак не может принять решение, стоит ли принять эту работу. Шелдон в нерешительности, какую купить видео приставку, что сводит с ума Эми. А Раджем заинтересовались сразу две девушки, когда он сталкивается с подругой Эми, Эмили, и получает смс от Люси. |            |                                                                 |                 | |                  |             |                     |
| 155 | 20         | «Раскол отношений» «The Relationship Diremption»                | Марк Сендроуски | Сюжет : Стивен Моларо, Билл Прэди и Джим Рейнольдс Телесценарий : Чак Лорри, Эрик Каплан и Стив Холланд               | 10 апреля 2014   | 4X5321      | 16.49               |
| Шелдон подавлен тем, что за двадцать лет в его работе над теорией струн нет никакого прогресса. Между тем Говард и Бернадетт проводят время с Раджем и Эмили, с которой у Говарда был один неловкий момент в прошлом. |            |                                                                 |                 | |                  |             |                     |
| 156 | 21         | «Рекурсия всевозможного» «The Anything Can Happen Recurrence»   | Марк Сендроуски | Сюжет : Стивен Моларо, Эрик Каплан и Адам Фаберман Телесценарий : Джим Рейнольдс, Стив Холланд и Тара Эрнандес        | 24 апреля 2014   | 4x5322      | 16.44               |
| Когда Эми заболела, Бернадетт работает допоздна, а Говард с Раджем навещают миссис Воловитц, Пенни, Шелдон и Леонард отправляются поужинать в ресторан, но по дороге замечают Эми и Бернадетт, ужинающих вместе. Между тем Говард и Радж смотрят фильм ужасов, который Эмили хотела посмотреть вместе с Раджешем. |            |                                                                 |                 | |                  |             |                     |
| 157 | 22         | «Метаморфоза Протона» «The Proton Transmogrification»           | Марк Сендроуски | Сюжет : Джим Рейнольдс, Мария Феррари и Джереми Хоув Телесценарий : Стивен Моларо, Эрик Каплан и Стив Холланд         | 1 мая 2014       | 4X5317      | 16.07               |
| В то время как парни готовятся ко дню Звездных Войн, они узнают о смерти профессора Протона. Леонард и Пенни решили пойти на его похороны, где они обсуждают свои попытки друг другу сделать предложение руки и сердца. |            |                                                                 |                 | |                  |             |                     |
| 158 | 23         | «Диссоциация гориллы» «The Gorilla Dissolution»                 | Питер Чакос     | Сюжет : Чак Лорри, Джим Рейнольдс и Джереми Хоув Телесценарий : Стивен Моларо, Стив Холланд и Эрик Каплан             | 8 мая 2014       | 4x5323      | 14.42               |
| Пенни увольняют из фильма. Теперь ей всерьез придется задуматься о своей дальнейшей жизни. Радж и Шелдон идут в кинотеатр. Там парни встречают Эмили с незнакомым парнем, что вводит Раджа в заблуждение. Миссис Воловитц ломает ногу, поэтому Говард и Бернадетт должны ухаживать за мамой, что нелегко для них обоих. |            |                                                                 |                 | |                  |             |                     |
| 159 | 24         | «Крушение привычной обстановки» «The Status Quo Combustion»     | Марк Сендроуски | Сюжет : Эрик Каплан, Джим Рейнольдс и Джереми Хоув Телесценарий : Стивен Моларо, Стив Холланд и Тара Эрнандес         | 15 мая 2014      | 4X5324      | 16.73               |
| У Раджа впервые была интимная близость с его девушкой, а Пенни и Леонард сообщают друзьям важную новость. А Говард и Бернадетт, после стольких увольнений сиделок для миссис Воловиц, находят альтернативное решение этой проблемы. Между тем, Шелдон расстроен из-за перемен, а именно из-за будущих условий проживания с Леонардом и его отношений с Пенни, неожиданного предложения Эми, перемен в карьере и пожара в магазине комиксов — и, в результате, решает сбежать из дома, чему абсолютно не противится Леонард…                                                                               |            |                                                                 |                 | |                  |             |                     |